# Grêmio Osasco Audax (Frauenfußball)
Die Frauenfußballabteilung des Sportvereins Grêmio Osasco Audax wurde 2015 gegründet und ist aktuell eines der Erstligateams in Brasilien.

## Geschichte
Zur Saison 2015 ist Audax erstmals mit einer Frauenmannschaft zur Staatsmeisterschaft von São Paulo angetreten, die sogleich bis in das Halbfinale der Endrunde vorstoßen konnte.
Im Januar 2016 ist Audax eine Vereinspartnerschaft mit dem SC Corinthians zum Zwecke der Aufstellung eines gemeinsamen professionellen Frauenfußballteams eingegangen, mit dessen Training Arthur Elias betraut wurde. Unter dem Logo und in den Farben des SC Corinthians ist das Team nun mit Namen Corinthians / Audax im selben Jahr mit der Heimstätte Estádio Municipal Prefeito José Liberatti zu Osasco in der nationalen Frauenfußballmeisterschaft angetreten und hat diese erste Saison als Tabellenfünfter des Gesamtklassements beendet. Außerdem konnte in der Saison auch mit dem Sieg im Pokalfinale der erste Titelgewinn verzeichnet werden. Zur Premierensaison der Série A1 2017 sind beide Vereine mit je einer eigenen Mannschaft angetreten, der für den Pokalsieger gesetzte Qualifikationsplatz ist dabei Audax zugesprochen wurden. Die Vereinspartnerschaft wurde aber fortgesetzt und ist als solche wieder bei der Copa Libertadores Femenina 2017 mit einem Team aufgetreten, wobei das Gros des Kaders und des Trainerstabes von Corinthians gestellt wurde. Am 21. Oktober 2017 hat die Kooperation nach einem Finalsieg gegen den CSD Colo-Colo in Asunción die Copa Libertadores gewinnen können. Nach diesem Erfolg wurde die Partnerschaft mit Corinthians gänzlich beendet.

## Erfolge
International:
- CONMEBOL Copa Libertadores Feminino: 2017

National:
- Brasilianischer Pokal: 2016